# Koczkodan sowiogłowy
Koczkodan sowiogłowy (Cercopithecus hamlyni), koczkodan ciemnolicy – gatunek ssaka naczelnego z podrodziny koczkodanów (Cercopithecinae) w obrębie rodziny koczkodanowatych (Cercopithecidae). Występuje w środkowej Afryce. Jest narażony na wyginięcie.

## Taksonomia
Gatunek po raz pierwszy zgodnie z zasadami nazewnictwa binominalnego opisał w 1907 roku brytyjski zoolog Reginald Innes Pocock nadając mu nazwę Cercopithecus Hamlyni. Miejsce typowe to Las Równikowy Ituri, Demokratyczna Republika Konga. Holotyp to młodociany samiec (sygnatura BMNH Mammals 1939.1099) ze zbiorów Muzeum Historii Naturalnej w Londynie; przed śmiercią należał do barona Waltera Rothschilda. 
Cercopithecus hamlyni należy do grupy gatunkowej hamlyni wraz z C. lomamiensis. Formy C. hamlyni z nizin i gór różnią się morfologią czaszki i zostały sklasyfikowane we wcześniejszych ujęciach systematycznych jako odrębne podgatunki – hamlyni i kahuziensis – jednak obecnie nie są rozpoznawane; potrzebne są dalsze badania, aby określić ich status.
Autorzy Illustrated Checklist of the Mammals of the World uznają ten gatunek za monotypowy.

### Etymologia
- Cercopithecus: gr. κερκοπίθηκος kerkopithēkos ‘małpa z długim ogonem’, od gr. κερκος kerkos ‘ogon’; πιθηκος pithēkos ‘małpa’[12].
- hamlyni: John Daniel Hamlyn (1858–1922), brytyjski handlarz zwierzętami, którego sklep znajdował się w pobliżu doków na East Endzie w Londynie[13].

## Zasięg występowania
Koczkodan sowiogłowy występuje we wschodniej części Demokratycznej Republiki Konga, od nizin położonych nad rzeką Lualaba na wschód do Lasu Równikowego Ituri i Wielkiego Rowu Zachodniego w zachodniej Rwandzie (Park Narodowy Lasu Nyungwe) i rozciągając się na północ do systemu rzecznego Lindi-Nepoko i na południe do granicy lasu deszczowego (granica słabo zdefiniowana); być może występuje również w południowej Ugandzie i północnym Burundi.

## Morfologia
Długość ciała samców 55 cm, długość ogona samców 57 cm (brak danych dotyczących długości ciała i ogona dla samic); masa ciała samic 3,1–3,7 kg, samców 5,5 kg. Ma zielono-szare futro na całym ciele, duże oczy oraz białe pasy na nosie. Nad oczami ma żółtawy pasek. Brak dymorfizmu płciowego poza wielkością: samice są mniejsze.

## Ekologia

### Dieta
Żywią się głównie bambusem i liśćmi. Jednak, tak jak większość małp, jedzą również owoce, mniejsze zwierzęta lub owady.

### Tryb życia
Gatunek preferuje tereny wilgotne, żyje w lasach deszczowych. Występuje na wyższych wysokościach – w przedziale 900–4600 m n.p.m., ale w 2018 roku odnotowano też stwierdzenie na 450 m n.p.m.
Tworzą grupy od 5 do 12 osobników. W stadzie może być zazwyczaj tylko jeden samiec. Samice gdy dorosną, zostają w grupie, samce natomiast muszą ją zmienić. Ciąża trwa około 7 miesięcy, a w miocie zazwyczaj jest jeden lub dwa osobniki. Młode staje się dorosłe w wieku od 5 (samice) do 7 lat (samce). W niewoli może żyć do około 33 lat. Podobnie jak inni przedstawiciele tego rodzaju, w swoich codziennych wędrówkach pokonuje duży obszar, głównie w poszukiwaniu pożywienia.

## Status zagrożenia
W Czerwonej księdze gatunków zagrożonych Międzynarodowej Unii Ochrony Przyrody i Jej Zasobów został zaliczony do kategorii VU (ang. vulnerable ‘narażony’).